# ریگان برنس
ریگان برنس (انگلیسی: Regan Burns؛ زادهٔ ۱۴ ژوئن ۱۹۶۸) هنرپیشه اهل ایالات متحده آمریکا است. از فیلم‌هایی که وی در آن نقش داشته است، می‌توان به خدا آمریکا را در پناه خود نگه دارد اشاره کرد.